# باشگاه ورزشی یانگ بویز
باشگاه ورزشی یانگ بویز برن ۱۸۹۸ (به آلمانی: BSC Young Boys) یک باشگاه ورزشی در شهر برن در سوئیس می‌باشد. تیم فوتبال این باشگاه در سوپر لیگ فوتبال سوئیس بازی می‌کند.
این باشگاه در تاریخ ۱۴ مارس ۱۸۹۸ تأسیس شده‌است.